# Chariton (Iowa)
Chariton és una població dels Estats Units a l'estat d'Iowa. Segons el cens del 2000 tenia 4.573 habitants.

## Demografia
Segons el cens del 2000, Chariton tenia 4.573 habitants, 1.936 habitatges, i 1.192 famílies. La densitat de població era de 478,5 habitants per km².
Dels 1.936 habitatges en un 27,4% hi vivien nens de menys de 18 anys, en un 49,1% hi vivien parelles casades, en un 9,6% dones solteres, i en un 38,4% no eren unitats familiars. En el 34,6% dels habitatges hi vivien persones soles el 18,7% de les quals corresponia a persones de 65 anys o més que vivien soles. El nombre mitjà de persones vivint en cada habitatge era de 2,27 i el nombre mitjà de persones que vivien en cada família era de 2,92.
Per edats la població es repartia de la següent manera: un 24,6% tenia menys de 18 anys, un 7,5% entre 18 i 24, un 24,8% entre 25 i 44, un 20,4% de 45 a 60 i un 22,6% 65 anys o més.
L'edat mediana era de 40 anys. Per cada 100 dones de 18 o més anys hi havia 81,8 homes.
La renda mediana per habitatge era de 27.844 $ i la renda mediana per família de 37.935 $. Els homes tenien una renda mediana de 32.265 $ mentre que les dones 21.981 $. La renda per capita de la població era de 15.553 $. Entorn del 6,6% de les famílies i el 12,7% de la població estaven per davall del llindar de pobresa.

## Poblacions més properes
El següent diagrama mostra les poblacions més properes.